# グレート・イースタン鉄道E22形蒸気機関車
グレート・イースタン鉄道E22形（GER Class E22）は、ジェームス・ホールデンによって設計されたグレート・イースタン鉄道（GER）のタンク機関車。1923年の合併による四大鉄道発足によりロンドン・アンド・ノース・イースタン鉄道（LNER）へ移管され、J65形となった。

## 歴史
1.219 mのロッドと356 × 508 mmのシリンダーを持ち、T18形（LNERのJ66形）より軽量な車体を持っていた。
| 製造年度 | 形式 | 製造者                     | 両数 | GER車番 | LNER車番  | 備考 |
| -------- | ---- | -------------------------- | ---- | ------- | --------- | ---- |
| 1889年   | E22  | ストラトフォード・ワークス | 10   | 150–159 | 7150–7159 |      |
| 1893年   | B32  | ストラトフォード・ワークス | 10   | 245–254 | 7245–7254 |      |

1889年から1912年にボイラーの積み替えが行われた。1924年からはマッカラン可変排気管が除去された。2-4-0機関車として、フェンチャーチ・ストリート駅からブラックウォール間を走っていた時は「ブラックウォールタンク」という名で知られていた。ストークフェリー、アイやミッドサフォーク軽便鉄道の支線でも使用された。
1930年から順次廃車となり、1937年までに15台が廃車となった。その後10年間は廃車は行われず、1944年に残っていた5台は製造順に 8211 - 8215 へ改番された。これらの最後の5台は1947年から1956年の間に廃車となり、LNERのJ65形は消滅した。
| 廃車年度 | 残存数 | 廃車数 | 車番                               |
| -------- | ------ | ------ | ---------------------------------- |
| 1930年   | 20     | 1      | 7246                               |
| 1931年   | 19     | 3      | 7153, 7245, 7251                   |
| 1932年   | 16     | 2      | 7154, 7158                         |
| 1935年   | 14     | 2      | 7152, 7252                         |
| 1936年   | 12     | 1      | 7248                               |
| 1937年   | 11     | 6      | 7150, 7151, 7156, 7159, 7249, 7254 |
| 1947年   | 5      | 1      | 8212 (旧番7157)                    |
| 1948年   | 4      | 1      | 68213 (旧番7247)                   |
| 1949年   | 3      | 1      | 68215 (旧番7253)                   |
| 1953年   | 2      | 1      | 68211 (旧番7155)                   |
| 1956年   | 1      | 1      | 68214 (旧番7250)                   |